# Myrianthus preussii
Myrianthus preussii är en nässelväxtart. Myrianthus preussii ingår i släktet Myrianthus och familjen nässelväxter.

## Underarter
Arten delas in i följande underarter:
- M. p. preussii
- M. p. seretii